# Pilate (ort)
Pilate är en ort i Haiti.   Den ligger i departementet Nord, i den norra delen av landet, 130 km norr om huvudstaden Port-au-Prince. Pilate ligger 283 meter över havet och antalet invånare är 4 227.
Terrängen runt Pilate är huvudsakligen kuperad. Pilate ligger nere i en dal. Runt Pilate är det tätbefolkat, med 356 invånare per kvadratkilometer. Närmaste större samhälle är Lenbe, 16,2 km öster om Pilate. Omgivningarna runt Pilate är en mosaik av jordbruksmark och naturlig växtlighet.